# Tillandsia domingosmartinis
Tillandsia domingosmartinis är en gräsväxtart som beskrevs av Werner Rauh. Tillandsia domingosmartinis ingår i släktet Tillandsia och familjen Bromeliaceae. Inga underarter finns listade i Catalogue of Life.